# Kalvárie (film)
Kalvárie (v anglickém orginálu Calvary) je irsko-anglická černá komedie, napsaná a zrežírovaná Johnem Michaelem McDonaghem.
Hlavní role ztvárnili Brendan Gleeson, Chris O'Dowd, Kelly Reillyová, Aidan Gillen a Isaach de Bankolé. Natáčení probíhalo od 24. září 2012. Film měl premiéru na Sundance Film Festivalu již 19. ledna 2014, v Irsku 13. února 2014 (v rámci Jameson Dublin International Film Festival), v Anglii pak 11. dubna 2014. V USA byl uveden až 1. srpna 2014.

## Děj
Brendan Gleeson hraje otce Jamese Lavelleye. Ten je velice dobrým člověkem, s úmyslem udělat svět lepším místem, který je však neustále šokován a zarmoucen zlomyslnými obyvateli v malém městě v hrabství Sligo.
Celý děj začíná tím, že farník v průběhu zpovědi knězi oznámí, že jej hodlá zabít příští neděli. Jak týden pokračuje, nabývá zlo kolem kněze na síle a uzavírá se kolem něj. Člověk, který knězi ve zpovědnici vyhrožoval se snaží dostát svému slibu. Před tím ale kněz musí řešit různé problémy svých farníků.

## Obsazení
| Brendan Gleeson   | otec James Lavelle       |
| Chris O'Dowd      | Jack Brennan             |
| Kelly Reillyová   | Fiona Lavelle            |
| Aidan Gillen      | Dr. Frank Harte          |
| Isaach de Bankolé | Simon                    |
| Orla O'Rourke     | Veronica Brennan         |
| David Wilmot      | otec Leary               |
| Domhnall Gleeson  | Freddie Joyce            |
| Pat Shortt        | Brendan Lynch            |
| David McSavage    | biskup Garret Montgomery |
| Dylan Moran       | Michael Fitzgerald       |
| Marie-Josée Croze | Teresa                   |